# Bissara
Bissara, bessara, besarah, bayssara, bayssar o tamarakt (árabe: بصارة) es un plato de la cocina egipcia y marroquí.
El plato contiene habas partidas, cebollas, ajo, hierbas aromáticas frescas y especias. Los ingredientes se cocinan lentamente y luego se mezclan para obtener una salsa o guarnición cremosa y fragante.

## Etimología
Los historiadores de la alimentación creen que el nombre Bissara se origina de la palabra jeroglífica del Antiguo Egipto "Bisourou" (o bissouro), que significa "frijoles cocidos".